# Olszownica (Ociesęki)
Olszownica – część wsi Ociesęki w Polsce, położona w województwie świętokrzyskim, w powiecie kieleckim, w gminie Raków.
W latach 1975–1998 Olszownica administracyjnie należała do województwa kieleckiego.